# トレモロイド
トレモロイド (tremoloid) は、日本のロックバンド。結成地である東京都を中心に名古屋市、大阪市、京都市、神戸市などで活動。

## 略歴
2005年春、部屋にひきこもって音楽を作っていた小林兄弟がインターネットでメンバーを募集したことをきっかけに、高垣空斗が加わり活動を始める。別のバンドで活動中だった山口実苗、村上寛を誘い、サポートを経て正式なメンバーとなる。
2007年10月24日にファーストアルバム「5meters high and swimming」をリリース。アルバムのミックスはテクノミュージシャンのspeedometer. 。
2008年7月ギターの山口実苗が脱退し、4人編成となる。
2010年7月、演劇集団キャラメルボックス創立25周年記念第三弾サマーツアー『また逢おうと竜馬は言った』の劇中音楽に「虹色の肖像」「スローモーション」の2曲が使用される。劇中音楽のプロデュースは石田ショーキチ。サウンドトラックCD『キャラメルボックス公演「また逢おうと竜馬は言った」』に同2曲収録。
2011年リリースからプロデューサーはフィッシュマンズ、Polaris、OTOUTAの柏原譲。3月に空中ループと共同のスプリットシングル「トレモロループ」を発表。空中ループのサウンドプロデューサーも同じくPolarisのオオヤユウスケだが、企画のために用意されたのではなく、それぞれが別の形で出会いプロデュースを受けている経緯があった。
2013年10月19日をもってベースの高垣空斗が脱退し、3人編成となる。
2015年9月20日にセカンドアルバム「PEACOCK HOTEL」をリリース。2016年以降バンドとしての表立った活動は見られない。

## メンバー
- 小林陽介 ボーカル、ギター ほぼ全曲の作詞・作曲を手がける。キーボードの小林郁太、横浜F・マリノスに所属していたサッカー選手の小林祐三は実弟[5]。
- 小林郁太 キーボード、シンセサイザー 一部の曲の作曲を行う。J-POPやアニメソングなどを音楽理論の観点から分析する執筆活動も行っている[6][7][8]。
  - 著書『アニソンが持つ中毒性の秘密 Ｊ−ＰＯＰとは異なる進化を遂げるアニメソングの作曲分析』リットーミュージック（2015年）ISBN 978-4-8456-2589-5
- 村上寛 ドラム

### 過去のメンバー
- 山口実苗 ギター 2008年7月脱退。
- 高垣空斗 ベース  2013年10月脱退。

## 出演

### ラジオ
- 2007年10月12日J-WAVEの看板プログラムGROOVE LINE出演。
- 2007年10月17日NHK-FMの音楽番組LIVE BEAT出演。

### 音楽イベント
- 2006年11月12日 SHIBUYA HEART ATTACK'06 出演
- 2007年10月27日 MINAMI WHEEL 2007 出演
- 2007年11月25日 SHIBUYA HEART ATTACK'07 出演
- 2008年11月1日 MINAMI WHEEL 2008 出演
- 2009年11月1日 MINAMI WHEEL 2009 出演

### 自主企画
- 2007年2月8日 「空想の街vol.1」@下北沢CLUB Que w/トキメキ泥棒,ゲントウキ
- 2007年5月30日「空想の街vol.2」@下北沢CLUB Que w/松崎ナオ,ヒダリ
- 2007年11月3日「空想の街vol.3」 1st album発売記念ワンマンライブ @下北沢CLUB Que guest/CONDOR44
- 2008年2月14日「空想の街vol.4」@下北沢CLUB Que w/ザ・カスタネッツ
- 2008年12月3日 空中ループ共同企画 「トレモロループ」@心斎橋club★jungle　w/空中ループ,shiba in car,dracaena O.A./原田茶飯事
- 2009年5月4日 birds melt sky共同企画「Pokka Pokka」@新宿Motion w/birds melt sky  guest/星原喜一郎 ライヴペインティング/近藤康平
- 2010年4月4日 「夜明け前」@下北沢THREE　w/SOUR,国吉亜耶子and西川真吾DUO
- 2010年6月23日「空想の街vol.5」@新代田FEVER　w/OTOUTA,ANIMA
- 2010年9月20日　birds melt sky共同企画「Pokka Pokka vol.2」@新宿Motion w/birds melt sky　DJ/星原喜一郎　FOOD/くろちゃん食堂
- 2011年12月19日「夜明け前-vol.2-」＠青山月見ル君想フ w/birds melt sky,ニューヨークと自転車,小島ケイタニーラブ ライヴペインティング/近藤康平 FOOD/negombo33[9]
- 2015年11月6日「2nd Album "PEACOCK HOTEL" release party in Tokyo」＠青山月見ル君想フ w/アナ ライヴペインティング/近藤康平

## ディスコグラフィー

### アルバム
- 5meters high and swimming（2007年10月24日発売/スターマンビジョン スターマンレコード）
  1. BLUESTAR
  2. 閃光
  3. 空想の街
  4. five in the morning
  5. フレッシュゴーレム
  6. 朝
  7. シンデレラ
  8. a happy song

- PEACOCK HOTEL（2015年09月02日発売/P.S.C.）
  1. one hour later
  2. morning view
  3. pole jumper
  4. 空港の歌
  5. 台北四月
  6. 鮫の歌
  7. チェコ/パラシュート
  8. エターナルサンシャイン
  9. April has gone

### シングル
- 閃光
- 大気圏

- pink shark ＆ blue sky project vol.1 (2008年2月14日発売) 
  1. カロン
  2. 鮫の歌

- pink shark ＆ blue sky project vol.2 (2008年3月14日発売)
  1. アシモフ
  2. 空港の歌

- pink shark ＆ blue sky project vol.3 (2008年5月1日発売)
  1. April has gone
  2. 虹色の肖像

- pink shark ＆ blue sky project vol.4 (2010年4月4日発売)
  1. スローモーション
  2. 珊瑚の季節

- トレモロループ (2011年3月23日発売)　空中ループとのスプリットシングル
  1. カロン／トレモロイド
  2. 虹色の肖像／トレモロイド
  3. チェックアウト／空中ループ
  4. TWILIGHT -scherzo-／空中ループ

### コンピレーション・アルバム
- SONG-CRUX&CRJ-tokyoコンピレーション’06夏～supported by QUIP magazine (2006年7月26日発売/SONG-CRUX）「フレッシュゴーレム」「大気圏」で参加。
- wild gun crazy compilation vol.2 (2007年2月7日発売）「king king」で参加。
- キャラメルボックスサウンドブック『また逢おうと竜馬は言った』(2010年7月10日発売）「虹色の肖像」「スローモーション」で参加。